# Erythrocera doris
Erythrocera doris är en tvåvingeart som först beskrevs av Charles Howard Curran 1927.  Erythrocera doris ingår i släktet Erythrocera och familjen parasitflugor.
Artens utbredningsområde är Kongo. Inga underarter finns listade i Catalogue of Life.